# Historia del arte técnico
La historia del arte técnico es un campo de estudio interdisciplinar situado en la intersección de las ciencias y las humanidades en el que se emplea una gama cada vez más amplia de herramientas analíticas para arrojar luz sobre el proceso creativo que va de la idea a la obra de arte. Investigadores de diversos campos (entre ellos la historia del arte, la conservación y la ciencia de la conservación) colaboran de manera interdisciplinar para lograr “una comprensión profunda del objeto físico en términos de intención original, elección de materiales y técnicas, así como el contexto en el que y para el que se creó la obra, su significado y percepción contemporánea”.
En un principio, el análisis científico de obras de arte se denominaba simplemente “estudios técnicos”, término que se utilizó en las primeras publicaciones del Centro Straus para la Conservación y Estudios Técnicos de los Museos de Arte de Harvard en la década de 1930. Estos estudios técnicos se incorporaron a la disciplina de la historia del arte en la primera mitad del siglo XX. Desde entonces, el campo ha evolucionado rápidamente desde una ciencia auxiliar a un campo académico independiente y regularmente se ha intentado definir su alcance y objetivo en textos publicados. Como el campo y su nombre son aún bastante jóvenes, las definiciones y los objetivos que se presentan pueden variar de un/a investigador/a a otro/a. Es evidente que, con la emancipación del campo, éste ha superado la colaboración de sólo historiadores del arte, conservadores y científicos de la conservación. Por lo tanto, es necesaria una definición amplia que incluya metodologías de diversos campos, como la antropología, la filología, la historia de la ciencia y la cultura material.
Para explorar la realidad física de una obra de arte se siguen dos vías principales: un enfoque experimental y la investigación de fuentes documentales. El enfoque experimental incluye el análisis directo de obras de arte y materiales artesanales por medios técnicos. Las fuentes documentales incluyen libros de secretos y otros escritos contemporáneos que tratan sobre las técnicas y los materiales de los artistas. Estas fuentes son vitales para la interpretación de los datos experimentales. Es la combinación de estos dos caminos lo que exige la amplia gama de metodologías y la interdisciplinariedad de la investigación en el campo de la historia del arte técnica.

## Historia y evolución
A principios del siglo XX se crearon en todo el mundo los primeros laboratorios centrados en la aplicación de técnicas científicas a obras de arte. En 1888 se fundó en Berlín el Rathgen-Forschungslabor, el primer laboratorio de museo del mundo, y en 1928 Edward Forbes estableció el primer centro de investigación sobre conservación de Estados Unidos en el Museo de Arte Fogg de la Universidad de Harvard (actualmente Centro Straus de Conservación y Estudios Técnicos). Rutherford John Gettens, del Fogg, fue el primer científico del mundo contratado para estudiar bellas artes. La creación de estos y otros institutos similares fue fundamental para el desarrollo de un nuevo enfoque en el estudio de materiales y técnicas, y para que la conservación pasara de ser una práctica artesanal a una práctica basada en la ciencia.
En las décadas anteriores a la inclusión de las técnicas científicas en el ámbito del arte, el proceso de producción de la obra de arte tenía una importancia menor para la comprensión de un objeto. En su lugar, las obras de arte eran consideradas estrictamente como expresiones del genio y la intuición humanos. En consecuencia, el material y la técnica se consideraban meros accesorios necesarios para este proceso, sin influencia en las decisiones creativas del artista. Este punto de vista forma parte de una dicotomía jerárquica más amplia dentro de la historia del arte entre la mente y la mano, o el lado intelectual y material de las obras de arte. La investigación que se llevó a cabo en estos institutos y el desarrollo de nuevas técnicas analíticas como la radiografía X y la reflectografía infrarroja no sólo respaldaron prácticas de conservación con una orientación más científica, sino que también permitieron a los/as historiadores/as del arte (re)comprender la forma de trabajar del/a artista.
Coincidiendo con el desarrollo de nuevas técnicas científicas, a mediados de la década de 1970 surgieron las llamadas «nuevas» historias del arte (como la historia del arte feminista). Estos nuevos discursos en la historia del arte se centraron en la relevancia del arte para las construcciones sociales, superando enfoques y términos tradicionales como “ conocimiento ”, “calidad”, “ estilo ” y “genio”. Curiosamente, la historia del arte técnica no forma parte de las «nuevas» historias del arte, aunque la creación de este campo estaba en pleno desarrollo durante esa época. Mientras que las nuevas historias del arte, de hecho, se alejan del objeto real, al colocarlo en su contexto social, la historia del arte técnica se acerca más a los objetos y utiliza nuevos métodos para investigar objetivos más tradicionales como el estilo, la procedencia y la autenticidad. En cambio, la historia del arte técnica podría verse como parte del giro material, o nuevo materialismo, dentro de la historia del arte.
En el Grove Dictionary of Art de 1996 (hoy Grove Art Online) no se incluía el término “historia del arte técnica”, a pesar de que los exámenes técnicos ya formaban parte del mundo del arte desde hacía varias décadas. La ausencia del término podría explicarse por el hecho de que fue acuñado por primera vez en una conferencia en 1992 por David Bomford, y publicado por primera vez por escrito en 1996. Aunque los análisis técnicos y el examen de las técnicas artísticas habían existido durante décadas, fue en este último cuarto del siglo XX cuando se estableció el estudio interdisciplinario verdaderamente colaborativo y, lo que es más importante, interpretativo, de la historia del arte técnica. La historia del arte técnica tal como se la conoce en el siglo XXI va más allá de lo que las técnicas científicas pueden desvelar, apoyándose en metodologías de otros campos para interpretar los datos científicos experimentales. Mientras que los últimos avances científicos ampliarán el alcance de los historiadores del arte, la historia del arte desafiará a las ciencias en el desarrollo y mejora de herramientas de diagnóstico o teorías.

## Metodologías y objetivo
La investigación técnica de la historia del arte tiene dos vías principales: un enfoque científico experimental de los materiales y las técnicas artísticas, y la investigación de fuentes documentales sobre técnicas y materiales artísticos. Estos dos caminos fueron establecidos por primera vez en 1972 por Joyce Plesters, una de las pioneras de la historia del arte técnica, y siguen siendo los principales métodos mediante los cuales la investigación intenta aproximarse a la realidad física de las obras de arte.

### Enfoque experimental
El rápido desarrollo de aplicaciones analíticas científicas ha proporcionado una visión única de la composición material de las obras de arte y su posterior proceso de deterioro. Las técnicas que se utilizan a menudo para el análisis de obras de arte incluyen imágenes multiespectrales, radiografía X, macro-FRX de barrido, autorradiografía por activación de neutrones, dendrocronología y cromatografía de gases-espectrometría de masas (GC-MS), entre otras. En el Manual de técnicas científicas para el examen de obras de arte se presenta una panorámica de las técnicas comúnmente utilizadas, que componen una lista en continuo crecimiento.
Los datos obtenidos mediante estas técnicas analíticas son cruciales para comprender el estado actual de una obra de arte, incluida su historia material y los cambios que ha sufrido.